# Gustav Rada
Gustav Rada (4. září 1910 Starý Hrozenkov – 25. června 1971 Plzeň) byl regionální politik, v letech 1954–1968 předseda Městského národního výboru v Plzni a v letech 1970–1971 primátor města Plzně.

## Život
Vyučil se karosářem a v letech 1929–1934 a 1937–1938 pracoval v plzeňské firmě Karel Leitner. V letech 1935 –1937 byl nezaměstnaný a v letech 1938–1945 v invalidním důchodu. V roce 1939 vstoupil do Komunistické strany Československa a zapojil se do ilegální činnosti. V roce 1942 byl zatčen a při výslechu těžce zraněn. Po válce působil jako funkcionář Komunistické strany Československa. V letech 1945–1948 byl předsedou místní organizace v Plzni-Bukovci, v letech 1946–1948 vedoucím tajemníkem plzeňského Městského výboru KSČ a v letech 1948–1949 vedoucím oddělení lidové správy Krajského výboru KSČ v Plzni. Od roku 1945 působil také ve funkcích volených orgánů Městského výboru KSČ v Plzni a byl členem jeho předsednictva. Současně zastával funkce ve státní správě. V letech 1948–1949 byl členem Ústředního národního výboru statutárního města Plzně, v letech 1949–1951 tajemníkem Jednotného národního výboru v Plzni a v letech 1951–1954 předsedou Krajského národního výboru v Plzni. Po plzeňském povstání v červnu 1953, které vypuklo po měnové reformě, se jeho kariérní vzestup zastavil a on se vrátil na nižší funkci. 21. května 1954 ho zvolili předsedou Městského národního výboru v Plzni a funkci vykonával až do 23. srpna 1968, kdy rezignoval údajně ze zdravotních důvodů. Po prověrkách v průběhu normalizace byl místo odvolaných poslanců 15. dubna 1970 spolu s dalšími kooptován do Národního výboru města Plzně a ihned následující den zvolen primátorem. Ve funkci působil do 25. června 1971, kdy po srdečním záchvatu ve své pracovně zemřel.
Patřil k představitelům konzervativních sil v KSČ, proto přivítal 21. srpna 1968 invazi vojsk Varšavské smlouvy do Československa. 29. července 1968 odmítl připojit podpis pod Poselství občanů předsednictvu Ústředního výboru KSČ a naopak podpořil Dopis pěti komunistických a dělnických stran Ústřednímu výboru KSČ (tzv. varšavský dopis) z 15. července 1968. Pod jeho vedením rada NV navrhla plénu, aby udělilo velitelům sovětských vojsk ve městě Plzni čestné občanství. Diplom převzali generálplukovník K. G. Kožanov a generálmajor M. F. Korotějev 29. prosince 1970 na plzeňské radnici (občanství jim bylo odňato 21. prosince 1989). V době normalizace také uspořádal v Karlových Varech přehlídku sovětských vojsk. Významně se podílel na utužení komunistické moci ve státních, městských a společenských organizacích. 
V roce 1968, kdy se vyhrotil spor o zachování historické goticko-renesanční budovy bývalého hotelu Centrál na náměstí Republiky v Plzni, byl v čele s Městským národním výborem zastáncem jeho zbourání. 19. dubna přes protesty občanů i odborníků došlo k odstřelu budovy. Během jeho působení ve funkci nastal v Plzni rozvoj bytové a občanské vybavenosti, byl např. postaven Prior nebo Amfiteátr na Lochotíně, zároveň však nebyla řada staveb udržována a rozpadala se.
Osobní fondy Gustava Rady jsou uloženy v Archivu města Plzně. Žulový pomník u kaple sv. Václava, který byl odhalen v roce 1971 na plzeňském Ústředním hřbitově, se nedochoval.